# Licencia para matar (videojuego)
007: Licence to kill es un videojuego de 1989 basado en la película de James Bond del mismo nombre, desarrollado por Quixel y publicado por Domark en 1989. Al principio fue lanzado para DOS y luego publicado para Amiga, Amstrad CPC, Atari ST, Commodore 64, MSX y ZX Spectrum.

## Argumento
La trama del juego sigue estrechamente a la película y consiste en seis escenas en las cuales la obligación es perseguir a Sanchez, que ha asesinado a la novia de Felix Leiter. Las escenas dentro del juego varían e incluyen escenas en helicópteros, a pie, aéreas, submarinas, con esquís acuáticos y detrás de las ruedas de un camión cisterna.

## Versión deNES
El juego también fue desarrollado para la NES por Tengen, pero no fue lanzado puesto que los distribuidores Domark sintieron que había pasado demasiado tiempo desde el lanzamiento de la película.